# Joseph-William Gagnon
Joseph-William Gagnon, né le 15 février 1879 à Yamachiche et mort le 17 décembre 1929 à Louiseville, est un homme politique québécois.